# لوک کورنت
لوک کورنت (انگلیسی: Luke Kornet؛ زادهٔ ۱۵ ژوئیهٔ ۱۹۹۵) بازیکن بسکتبال اهل ایالات متحده آمریکا است.
از باشگاه‌هایی که در آن بازی کرده‌است می‌توان به شیکاگو بولز و نیویورک نیکس اشاره کرد.